# William Cragh
William Cragh (Llanrhidian, 1262 circa – dopo il 1307) guerriero e ribelle di origine gallese. In inglese è conosciuto come William the Scabby (Scabby sta per rognoso, e anche Cragh ha lo stesso significato in gallese) e combatté strenuamente contro il dominio di Edoardo I d'Inghilterra in Galles. A seguito delle circostanze della sua morte e della sua resurrezione Tommaso di Cantilupe, che intercedette per lui, venne canonizzato il 17 aprile 1320 da Papa Giovanni XXII.

## Biografia

### Dalla nascita alla sentenza di morte
Del primo periodo della vita di William Cragh si sa molto poco. Probabilmente nacque attorno al 1262 da Rhys ap Gwilim e dalla moglie Swanith. Fra il 1282 e il 1283 re Edoardo I d'Inghilterra condusse un'imponente campagna militare in Galles che terminò con la sua annessione all'Inghilterra. Questa conquista non era avvenuta con il completo dissenso dell'intera nobiltà gallese, alcuni di loro infatti avevano appoggiato il re e le sue mire espansionistiche. Tuttavia uno di loro, Rhys ap Mareddud, non trovò soddisfacente il modo in cui era stato ripartito il territorio e nel 1287 proclamò e guidò una ribellione contro il sovrano inglese. La superiorità militare degli inglesi schiacciò i ribelli, ma non Mareddud che riuscì a scappare, la sua fuga terminò nel 1292, quando fu catturato e giustiziato. Nel 1290 William e altri rivoltosi vennero arrestati da Guglielmo de Braose, II barone di Braose che tentava di proteggere le tenute paterne dalle incursioni dei ribelli. Insieme a Cragh catturarono altre 13 persone, dodici di loro vennero rilasciate, William invece venne portato a Swansea e incarcerato in attesa del processo che lo accusava di aver ucciso 13 uomini.
Il sistema legale gallese allora permetteva che il reo potesse fare ammenda dei propri reati dietro un risarcimento monetario alle vittime o alle loro famiglie. Quella di William unitamente ai suoi amici mise insieme 100 vacche, ma l'offerta venne rifiutata dai de Braose
L'ammontare del "riscatto" che erano disposti a pagare per avere Cragh libero induce a pensare che William fosse un uomo di una certa importanza e rilevanza sociale, anche se taluni lo descrivono più come un ladro che come un ribelle.
Lo storico Jussi Hanska suggerisce che il rifiuto di de Braose parrebbe suggerire che William era effettivamente un ribelle, infatti il poter eliminare un sobillatore parrebbe costituire un buon motivo per rifiutare 100 capi di bestiame, rifiuto che pare strano se fosse invece stato considerato un semplice ladro.
Cragh proclamò più volte la propria innocenza, ma venne comunque condannato ad essere impiccato.

### Morte...
William Cragh venne impiccato su una collina che era visibile dal castello di Swansea, così che Guglielmo de Braose, II barone di Braose potesse vederlo, lunedì 27 novembre 1290. Con lui venne giustiziato anche un altro fuorilegge, Trahern ap Hywel, quest'ultimo venne ucciso dal boia locale, ma William venne impiccato da un parente, obbligato a questo compito da de Braose.
Hywel era un uomo forte e non accettò passivamente il proprio destino, tanto che, quando fu sollevato per il collo dal terreno, provocò la rottura della trave che sosteneva la forca. Il boia li considerò entrambi morti, tuttavia vennero appesi nuovamente poiché le usanze locali impedivano che i condannati fossero tolti dal patibolo senza il permesso del Sire.
L'esecuzione era avvenuta al mattino presto e il boia riferì di aver lasciato i corpi appesi sino alle quattro del pomeriggio quando, su richiesta della moglie di de Braose, portò il corpo di William in città. Il corpo di Hywel probabilmente venne sepolto nei pressi del patibolo.
Il Barone in persona si recò a vedere il cadavere di Cragh e vedendolo si convinse che era morto:
His [Cragh's] face was black and in parts bloody or stained with blood. His eyes had come out of their sockets and hung outside the eyelids and the sockets were filled with blood. His mouth, neck, and throat and the parts around them, and also his nostrils, were filled with blood, so that it was impossible in the natural course of things for him to breathe... his tongue hung out of his mouth, the length of a man's finger, and it was completely black and swollen and as thick with the blood sticking to it that it seemed the size of a man's two fists together.
Alcuni testimoni riferiscono che mentre era appeso Cragh aveva svuotato gli intestini e la vescica, segno, per i contemporanei, che era sicuramente morto.

### ...E resurrezione
Uno dei misteri della vicenda di Cragh fu l'interessamento della baronessa di Braose; il boia stesso, diciassette anni dopo, venne interrogato circa questa cosa, ma tutto ciò che disse fu che non sapeva i motivi dell'interesse della sua Signora. Prima dell'esecuzione ella aveva chiesto al marito di graziarli, ma ottenne un rifiuto. Dopo aver saputo della morte di Hywel chiese che le venisse consegnato il corpo di William, ma suo marito glielo concesse solo dopo essersi accertato che era morto davvero. La baronessa aveva una devozione particolare per Tommaso di Cantilupe, defunto Arcivescovo di Hereford, e lo pregò perché riportasse William in vita.
Cantilupe era morto in Italia il 25 agosto 1282, le sue ossa erano state riportate alla cattedrale Hereford, mentre le carni erano rimaste in Italia. La sua tomba nella cattedrale era divenuta un luogo di pellegrinaggio ed erano molti quelli che si affidavano a lui e altrettanti i miracoli che gli erano attribuiti. La Baronessa mandò una delle sue dame di compagnia a prendere la misura della lunghezza del corpo di Cragh; questo fa credere che intendesse, com'era d'uso all'epoca, offrire al santo una candela votiva della stessa altezza della persona per cui si richiedeva l'intercessione, affinché questa avesse successo.
La guarigione di William incominciò quello stesso giorno e qualcuno disse che ci vollero almeno 15 giorni perché egli si riprendesse completamente. Ciò gettò un certo discredito sul presunto miracolo, che solitamente ha la caratteristica dell'immediatezza, mentre il tempo prolungato per il suo realizzarsi fu spiegato con la tiepida fede di coloro che avevano fatto il voto. Non appena si fu ripreso Cragh fu convocato al castello di Swansea per comparire di fronte al Barone e alla moglie. Qui spiegò, con l'approvazione del cappellano, che quando stava per salire sul patibolo aveva pregato Tommaso di Cantilupe di salvargli la vita e così era avvenuto, nonostante la doppia impiccagione. Il motivo per cui non venne giustiziato definitivamente  è dovuto al fatto che, se qualcuno sopravviveva alla condanna, questa poteva essergli condonata. Riguardo al fatto del perché William avesse scelto di appoggiare la storia del miracolo non è dato sapere se lo fece perché riteneva più prudente assecondare quella versione o perché se n'era convinto veramente. Cragh arrivò addirittura ad affermare di aver visto un vescovo vestito di bianco apparirgli innanzi mentre veniva portato alla forca e questi lo aveva salvato sostenendogli i piedi e rimettendogli la lingua in gola (sebbene egli non lo avesse identificato con Tommaso di Cantilupe). Da notare che la storia del santo che sosteneva i piedi di un condannato non era nuova in quel periodo storico.
Una volta che si fu sufficientemente rimesso Cragh compì un pellegrinaggio ad Hereford insieme con Guglielmo de Braose, II barone di Braose e sua moglie; camminò scalzo per tre giorni portando al collo il cappio che lo aveva stretto il giorno dell'esecuzione. Il cappio venne poi lasciato presso le reliquie del Vescovo e Cragh espresse il desiderio di effettuare un pellegrinaggio in Terra santa, anche se sussistono dei dubbi sul fatto che abbia poi lasciato davvero il Galles. Alcuni storici sostengono che potrebbe aver diffuso quest'idea per far perdere le proprie tracce e smarcarsi dai vecchi complici.

### Le indagini papali
In una lettera data 19 aprile 1290 il successore di Tommaso di Cantilupe, Richard Swinefield, proponeva il suo predecessore per la canonizzazione al pontefice, Papa Nicola IV. Tuttavia dovette arrivare il 1307 prima che Papa Clemente V decidesse di considerare la presunta santità dell'Arcivescovo di Hereford. Perché de Cantilupe potesse assurgere all'onore degli altari andavano provati i miracoli da lui fatti dopo la morte, compresa la resurrezione di William Cragh. Il papa istituì allo scopo una commissione formata da: William de Testa, riscossore papale in Inghilterra, Ralph Baldock, Vescovo di Londra e William Durand il Giovane, Vescovo di Mende.
Le indagini si aprirono il 14 luglio 1307 a Londra e i primi tre testimoni ascoltati furono, la baronessa de Braose, il cappellano William Codineston e il giovane Guglielmo de Braose. Il maggior dubbio della commissione riguardava la corretta procedura dell'impiccagione e la possibilità che vi fosse stato un accordo fra Cragh e il boia così che egli non venisse effettivamente ucciso. De Braose respinse vivacemente quest'idea dicendo che il boia sapeva benissimo di rischiare egli stesso la vita se avesse deciso di ingannare suo padre risparmiando Cragh. Il cappellano poi affermò che era da escludersi anche un accordo fra Cragh e il defunto Guglielmo de Braose, II barone di Braose poiché quest'ultimo e i suoi servi consideravano Cragh un malfattore della peggior specie.
In seguito la commissione si spostò ad Hereford dove riprese i lavori il 18 agosto. Ovviamente vollero ascoltare Cragh stesso che comparve davanti agli investigatori papali. L'indagine si svolgeva in latino ecclesiastico e poiché William parlava solo gallese vennero chiamati due frati francescani che potessero fare da traduttori. Egli testimoniò di avere avuto circa 28 anni al momento dell'impiccagione e che l'ultima cosa che ricordava mentre ciondolava appeso al cappio era il rumore della folla che Trahern aveva intorno. Negò la precedente versione dell'uomo in bianco e disse invece che al mattino gli era apparsa la Vergine Maria che gli aveva presentato un uomo distinto il cui nome era "San Tommaso" che lo avrebbe salvato dalla forca. Quando gli venne chiesto come mai lo aveva identificato come de Cantilupe egli rispose che lo aveva dedotto dal fatto che aveva compiuto un pellegrinaggio presso le reliquie del Vescovo e perché quella mattina aveva "piegato" un penny per San Tommaso chiedendogli di liberarlo.
Ovviamente Cragh venne anche esaminato fisicamente, allo scopo di accertare che fosse davvero lui l'uomo impiccato 18 anni prima. Benché non avessero trovato dei segni attorno al collo videro delle cicatrici sulla lingua che risalivano al momento in cui se l'era morsa mentre lo appendevano.
Le indagini vennero condotte in stile prettamente inquisitoriale, i testimoni non potevano fare dichiarazioni, ma solo rispondere alle domande, benché alcuni storici abbiano rilevato che talune fossero alquanto tese ad influenzare i testimoni.
L'apparizione di Cragh dinnanzi alla commissione papale è l'ultimo dato certo circa la sua vita, dopodiché se ne perdono le tracce.
Circa la canonizzazione di Tommaso di Cantilupe essa avvenne il 17 aprile 1320 da parte di Giovanni XXIII. Dei trentaquattro miracoli presi in considerazione, dodici furono rigettati, compresa la resurrezione di William Cragh, ma le motivazioni non vennero registrate.